# Greven (Meklemburgia-Pomorze Przednie)
Greven – miejscowość i gmina w Niemczech, w kraju związkowym Meklemburgia-Pomorze Przednie, w powiecie Ludwigslust-Parchim, wchodząca w skład  Związku Gmin Boizenburg-Land.